# Coupe d'Europe des clubs (kayak-polo) 2001
Navigation
Édition précédente Édition suivante
La Coupe d'Europe des clubs 2001 s'est déroulée, du 8 au 9 septembre 2001 à Acigné, en France.

## Tableau des médailles
| Catégorie      | Médaille d'or                  | Médaille d'argent       | Médaille de bronze |
| -------------- | ------------------------------ | ----------------------- | ------------------ |
| Séniors Hommes | Meiderich                      | CN Posillipo            | Deventer K V       |
| Séniors Femmes | Canoë-Kayak Club de Saint Omer | Canoë Kayak Club Acigné | Ciencias Mujeres   |

## Participants

### Séniors Hommes
| Classement | Pays      | Club                                             |
| ---------- | --------- | ------------------------------------------------ |
| 1re        | Allemagne | Meiderich                                        |
| 2e         | Italie    | CN Posillipo                                     |
| 3e         | Pays-Bas  | Deventer K V                                     |
| 4e         | Pays-Bas  | Rijnland                                         |
| 5e         | Allemagne | WSF Liblar                                       |
| 6e         | France    | Base de loisirs de canoë-kayak de Condé-sur-Vire |
| 7e         | France    | Club de Canoë-Kayak de Pont d'Ouilly             |
| 8e         | Italie    | Palerme                                          |
| 9e         | Portugal  | Clube de Canoagem de Setúbal                     |
| 10e        | Espagne   | Retiro                                           |
| 11e        | Espagne   | Ciencias                                         |

### Séniors Femmes
| Classement | Pays    | Club                           |
| ---------- | ------- | ------------------------------ |
| 1re        | France  | Canoë-Kayak Club de Saint Omer |
| 2e         | France  | Canoë Kayak Club Acigné        |
| 3e         | Espagne | Ciencias Mujeres               |
| 4e         | Pologne | WTW Warszawa                   |
| 5e         | Espagne | Banba                          |